# Spoken Word
Spoken Word (deutsch: gesprochenes Wort) bezeichnet ein Genre der darstellenden Kunst, bei dem ein lyrischer Text oder eine Erzählung vor Publikum vorgetragen wird. Obwohl eine Spoken-Word-Performance auch musikalisch begleitet werden kann, ist das gesprochene Wort dabei vorrangig. Gleichwohl wird es auch in gesungenen Veröffentlichungen verwendet, wie bei Sommer ’89 (Er schnitt Löcher in den Zaun) der Band Kettcar.
In der Entwicklung des Spoken Word waren die Poeten der Beat Generation wie William S. Burroughs oder Allen Ginsberg wichtige Vorreiter. Auch die Band The Beatles hatte (im Keller von Ringo Starrs Wohnung am Montagu Square in London) ein Spoken-Word-Studio eingerichtet. In den 1980er und 1990er Jahren wurde das Genre durch jüngere Schriftsteller und Poeten verstärkt aufgenommen und mit unterschiedlichen Strömungen populärer Musik verbunden. Die derzeit bei Weitem populärste Vortragsform des Spoken Word findet sich beim Poetry Slam.

## Wichtige Vertreter
- Lou Reed (1942–2013), US-amerikanischer Songwriter, Gitarrist und Sänger
- Leonard Cohen (1934–2016), kanadischer Singer-Songwriter, Schriftsteller, Dichter und Maler
- Tom Waits (* 1949), US-amerikanischer Sänger, Komponist, Schauspieler und Autor
- Gil Scott-Heron (1949–2011), US-amerikanischer Musiker und Dichter
- Patti Smith (* 1946), US-amerikanische Lyrikerin, Punk- und Rockmusikerin, Singer-Songwriterin, Fotografin und Malerin
- The Last Poets, afroamerikanische Gruppe von Musikern und Dichtern
- Anne Clark (* 1960), britische Poetin, Songwriterin, Sängerin und Electro-Musikerin
- Saul Williams (* 1972), US-amerikanischer Autor, Poet, Schauspieler, Rapper, Sänger und Musiker
- Pauley Perrette (* 1969), US-amerikanische Schauspielerin und Sängerin
- Blixa Bargeld („Speech performance“) (* 1959), deutscher Musiker, Performance-Künstler, Komponist, Autor und Schauspieler
- Henry Rollins (* 1961), US-amerikanischer Musiker, Schriftsteller und Schauspieler
- Jello Biafra (* 1958), US-amerikanischer Hardcore-, Punk-Rock-Musiker und politischer Aktivist
- La Dispute, US-amerikanische Post-Hardcore-Band
- Hotel Books, Solo-Musikprojekt des US-amerikanischen Musikers Cameron Smith
- The Streets (* 1978), englischer Rapper, Musiker und Produzent
- Kae Tempest[3] (* 1985), britische Person, die in den Bereichen Rap, Lyrik und Literatur (Theater und Romane) tätig ist

### Für ihre Spoken-Word-Performance bekannte Schriftsteller
- Bas Böttcher (* 1974), deutscher Schriftsteller und Slam-Poet
- William S. Burroughs (1914–1997), amerikanischer Schriftsteller
- Kamau Daáood (* 1950), US-amerikanischer Schriftsteller
- Donny the Punk (1946–1996), US-amerikanischer Aktivist für Gefangenenrechte
- Nora-Eugenie Gomringer (* 1980), schweizerisch-deutsche Lyrikerin, Rezitatorin
- Jack Kerouac (1922–1969), US-amerikanischer Schriftsteller franko-kanadischer Herkunft
- Lydia Lunch (* 1959), US-amerikanische Sängerin, Dichterin und Schauspielerin
- Miranda July (* 1974), US-amerikanische Regisseurin, Drehbuchautorin, Schauspielerin, Schriftstellerin, Performancekünstlerin und Musikerin
- Henry Rollins (* 1961), US-amerikanischer Musiker, Schriftsteller und Schauspieler
- William Shatner (* 1931), kanadischer Schauspieler, Produzent, Regisseur, Drehbuchautor, Buchautor, Sänger und Synchronsprecher
- Rozz Williams (1963–1998), amerikanischer Sänger und Songschreiber
- Ursula Rucker, Musikerin und Songtexterin
- Stan Lafleur (* 1968), deutscher Autor